# Смирнов, Николай Иванович (1893)
Никола́й Ива́нович Смирно́в (9 мая 1893 — после 27 февраля 1940) — советский государственный деятель, редактор, журналист.

## Биография
Родился 9 мая 1893 года[по какому календарю?] в Наро-Фоминске в крестьянской семье. В 1911 году поступил в Императорский Санкт-Петербургский политехнический институт на электромеханическое отделение, в котором учился по 1914 год; там же познакомился с В. М. Молотовым (тоже студентом ППИ). Член РСДРП(б) с 1912 года (партбилет № 0599384). В 1914 году был судим за революционную деятельность:

Николай Иванович Смирнов, которого я видела раза два в Калуге во время войны, носил тужурку какого-то технического вуза и, как я слышала, был связан с подпольными революционными организациями, за что посидел в Шлиссельбургской крепости. Это был коренастый человек небольшого роста с резкими волевыми чертами лица. Своих «левых» мыслей он не скрывал, заводил подчас споры на политические темы с Сергеем Николаевичем Аксаковым и, слушая бетховенские сонаты в исполнении Нины Сергеевны, постепенно подчинил эту замкнутую молчаливую девушку своему влиянию...— Аксакова (Сиверс) Т. А. Семейная хроника. Кн. 1. — М.: Территория, 2005. — С. 337. — ISBN 5-98393-007-9.
Главный редактор газеты «Беднота»; ответственный редактор «Рабочей газеты» (1927); Главный редактор журнала «Мурзилка» (1924—1927), член Коллегии Наркомата почт и телеграфов СССР (1928—1931); заместитель наркома (1930—1931); начальник Радиоуправления (1931); начальник Управления научно-исследовательских учреждений и член коллегии Наркомата труда СССР (1932—1933); в 1933 году в связи с ликвидацией Наркомата труда был направлен «на работу по организации» Государственного детского издательства; с осени 1934 года выполнял отдельные поручения председателя Совнаркома СССР В. М. Молотова и состоял на учёте в резерве ЦК ВКП(б). В период с 7 июля 1935 года до 1937 года был директором НИИ № 9 Наркомата оборонной промышленности СССР, занимавшегося разработками в области противовоздушной обороны.
«За связь с врагом народа Грамсом», потерю партийной бдительности и отрыв от парторганизации 31 августа 1937 года был исключён из партии. Арестован 19 ноября 1937 года; 26 февраля 1940 года дело было прекращено, поскольку обвинения «при проверке не подтвердились».
Дальнейшая судьба неизвестна.